# Taigazilpzalp

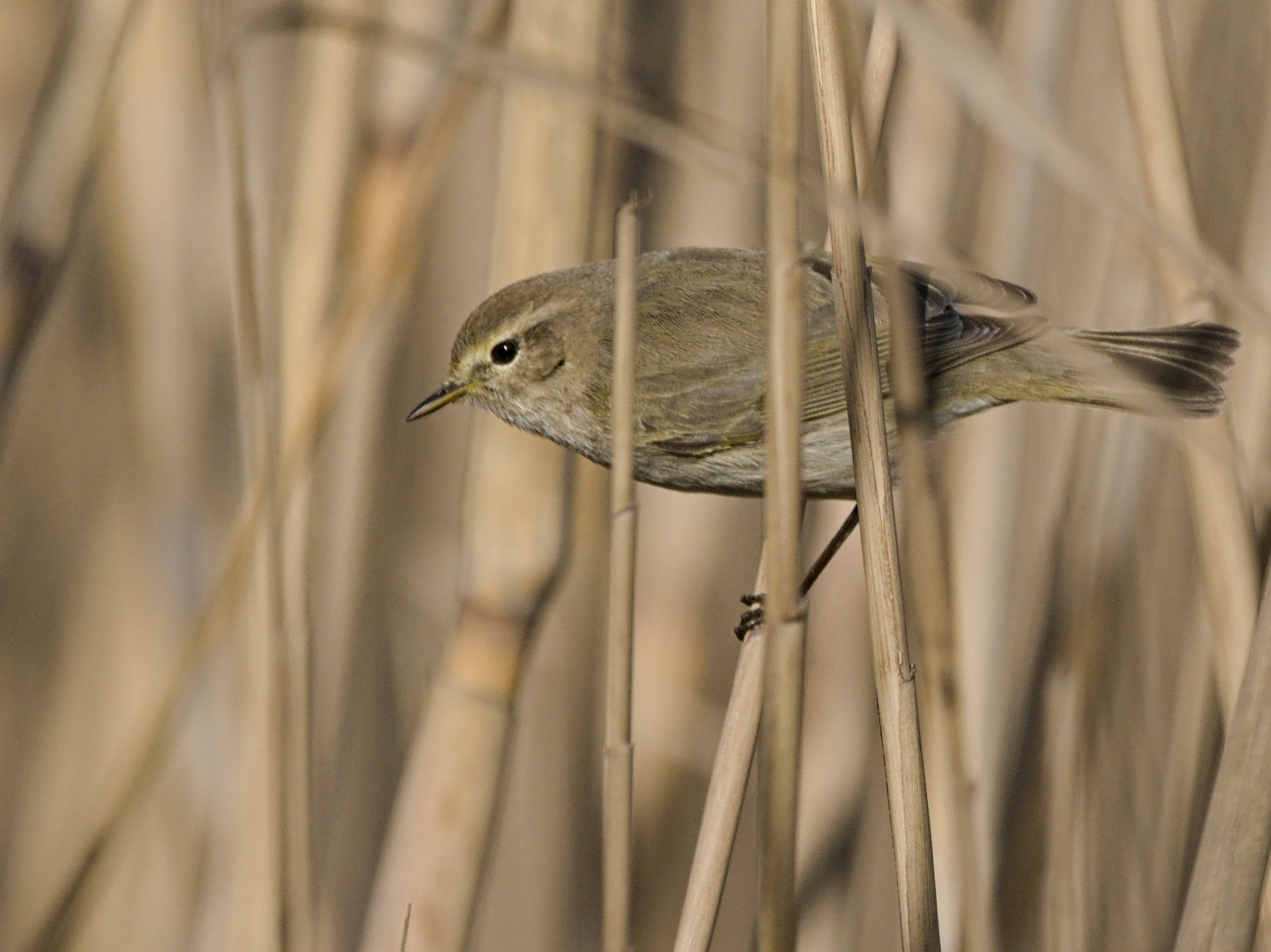
Phylloscopus collybita tristis

Beim Taigazilpzalp (Phylloscopus tristis), auch Sibirischer Zilpzalp, Taigalaubsänger oder Sibirien-Zilpzalp genannt, ist nach wie vor strittig, ob es sich um eine eigene Vogelart aus der Familie der Laubsängerartigen (Phylloscopidae) handelt oder um eine Unterart des Zilpzalps, die dann (Phylloscopus collybita tristis) heißen müsste. In Mitteleuropa ist die Art ein seltener Irrgast, der aber möglicherweise häufiger übersehen wird, da er bei Freilandbeobachtungen nur sehr schwer zu bestimmen ist.

## Beschreibung
Der Taigazilpzalp erreicht eine Körperlänge von zehn bis elf Zentimetern. Im Durchschnitt wiegt er 7,4 Gramm. Gestalt und Gefieder unterscheiden sich kaum vom (westlichen) Zilpzalp, allenfalls der helle Überaugenstreif ist oft etwas länger als bei diesem. Einziges sicheres Unterscheidungsmerkmal ist daher der Gesang und die Rufe. Der Gesang des Taigazilpzalps ähnelt dem des Zilpzalps nur vage, ist wesentlich weicher, weniger regelmäßig aber melodischer. Entsprechend wird der Gesang der jeweils anderen Art auch nicht als arteigen erkannt und bleibt unbeantwortet. Die Rufe sind vergleichsweise dünn und einsilbig. Statt des typischen „hü-it“ des Zilpzalp (oder regional auch „swie-u“) ist der charakteristische Ruf des Taigazilpzalps nur ein einfaches „hie“.

## Verbreitung und Zug

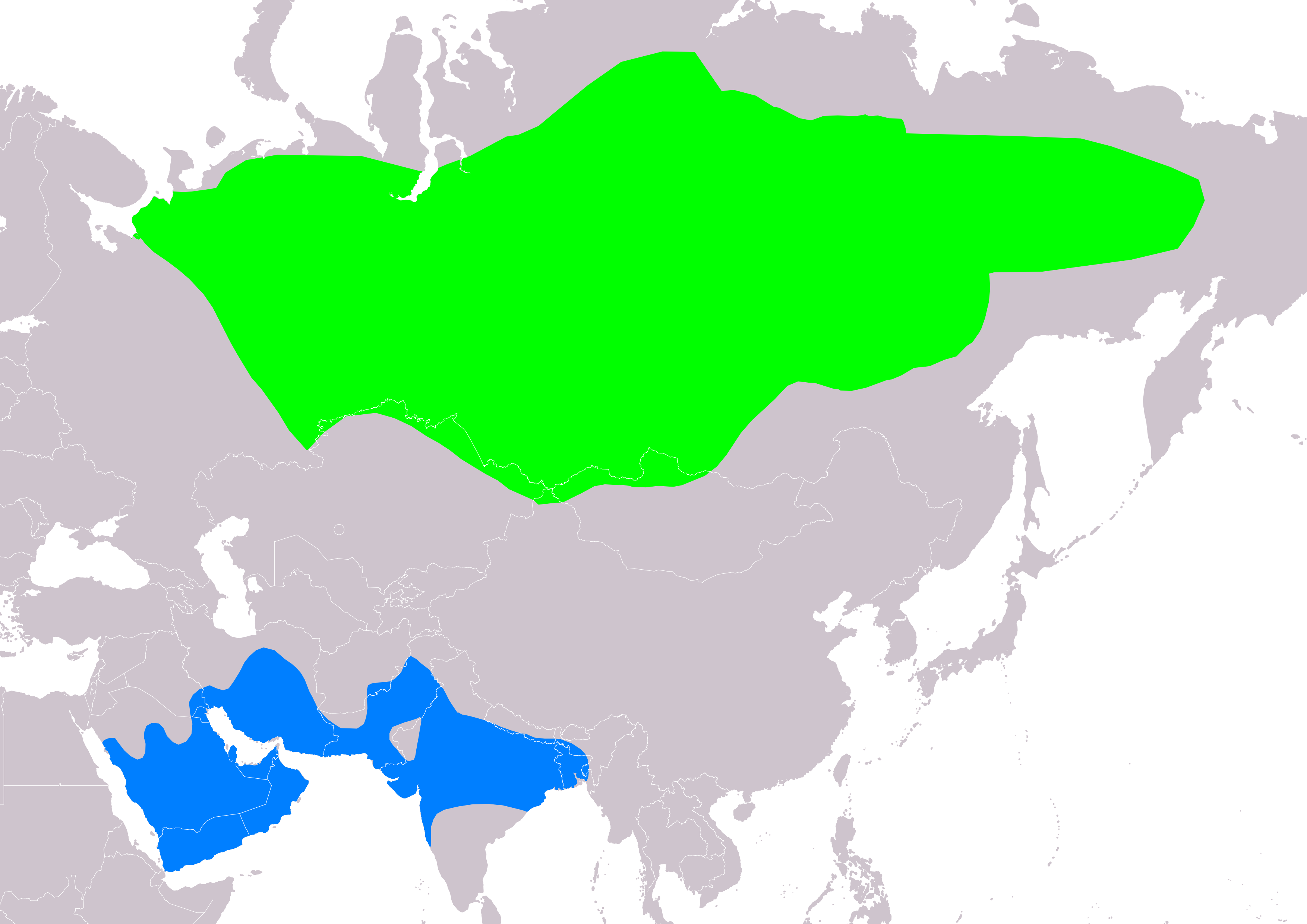
Verbreitung des Taigazilpzalpes:
Brutgebiete
Überwinterungsgebiete

Der Taigazilpzalp ist ein Brutvogel auf der Kanin-Halbinsel und im Petschorabecken im Norden und Nordosten des europäischen Teils Russlands. In östlicher Richtung kommt er von dort durch Sibirien bis zum Mittellauf des Kolyma vor. In Zentralasien finden sich einige Verbreitungsinseln in Sinkian, im Pamir, Hindukusch und im Nordwesten des Himalayas. Sein Lebensraum ist die Nadelwaldtaiga. Die höchsten Populationsdichten finden sich in Auwäldern mit hohen Weidenbeständen.
Der Taigazilpzalp ist ein Langstreckenzieher. Das Hauptüberwinterungsgebiet liegt in Indien und in Nepal sowie im Iran und auf der Arabischen Halbinsel.